# Thuggin' Under the Influence (T.U.I.)
Albums de Young Jeezy
Come Shop wit Me
(2003)

Thuggin' Under the Influence (T.U.I.) est le premier album indépendant de Young Jeezy (sous le nom de Lil' J), sorti le 31 août 2001.

## Liste des titres
| No  | Titre                                                                     | Durée |
| --- | ------------------------------------------------------------------------- | ----- |
| 1.  | Intro                                                                     | 0:36  |
| 2.  | Welcome (Produit par Pretty Ken)                                          | 2:47  |
| 3.  | Swerve (featuring C-Dog – Produit par Sol Messiah)                        | 4:07  |
| 4.  | Put da Whip on It (Produit par Pretty Ken)                                | 4:17  |
| 5.  | Long Days (Produit par Pretty Ken)                                        | 5:01  |
| 6.  | Watch What U Say'n (featuring Fidank – Produit par Shawty Redd)           | 3:37  |
| 7.  | Dubbs and Brikks (featuring Kinky B – Produit par Sol Messiah)            | 4:13  |
| 8.  | Tonite (featuring Yung D – Produit par Pretty Ken)                        | 4:25  |
| 9.  | G.A. (featuring Shawty Redd – Produit par Shawty Redd)                    | 4:28  |
| 10. | Put da Whip on It (featuring Da Likk – Produit par Sol Messiah)           | 2:39  |
| 11. | Haters (featuring Lil Jon – Produit par Lil Jon)                          | 4:16  |
| 12. | Right Here, Right Now (featuring Fidank et Chyna Whyte – Produit par YOS) | 3:49  |
| 13. | Skit                                                                      | 1:16  |
| 14. | Freaky Thug (featuring Charlie Jangles – Produit par Sol Messiah)         | 3:16  |
| 15. | Whatdaya Call Dat (featuring Kinky B – Produit par Sol Messiah)           | 4:42  |
| 16. | Do That Shit (featuring Bigg Boyz et Kinky B – Produit par Lil' J)        | 3:58  |
| 17. | Getcha Some Money (featuring Ms. Peaches – Produit par Sol Messiah)       | 3:23  |
| 18. | Dis Shawty Here (Produit par Pretty Ken)                                  | 4:01  |